# چاپایوو (آستراخان)
چاپایوو (به لاتین: Chapayevo) یک منطقهٔ مسکونی در روسیه است که در استان آستراخان واقع شده‌است.